# التطور الالكتروني

## المراحل التي تطورت بها التكنولوجيا
مرّت التكنولوجيا بالعديد من المراحل التي أوصلتها للمرحلة التي هي عليها الآن، ومن أهم هذه المراحل الآتي:

### مرحلة التكنولوجيا الناشئة
التكنولوجيا الناشئة (بالإنجليزية:Emerging Technology) هي مصطلح يستخدم لوصف التكنولوجيا الجديدة التي يتم تطويرها حاليًا أو التي يُتوقع تطبيقها خلال خمس إلى عشر سنوات، وقد يشير أيضًا إلى التطوير المستمر للتكنولوجيا الحالية وتستخدم للتعبير عن تقنيات من المتوقع أن تحدث فرقًا وتأثيرًا اجتماعيًا أو اقتصاديًا.
لقد أوجدت التقنيات الرقمية الناشئة فرصًا جديدة مع تحديات قانونية فيما يتعلق بحقوق النشر والعلامات التجارية وبراءات الاختراع والإتاوات والترخيص، فعلى سبيل المثال أدى تطوير وسائط اتصالات رقمية جديدة إلى ظهور قضايا تتعلق بالاستنساخ الرقمي وتوزيع الأعمال المحمية بحقوق الطبع والنشر.

### مرحلة التكنولوجيا السريعة
التكنولوجيا السريعة (بالإنجليزية: Pacing Technology) هي تقنيات في مرحلة التطوير المبكرة، وفي فترة الثمانينات كانت الأمثلة البارزة لتقنيات السرعة هي: تكنولوجيا التصنيع المتكاملة بالكمبيوتر، وتقنية الشبكة العصبية مثل تقنية حوسبة مختلفة عن حوسبة vonNeumann التقليدية المبنية على الخوارزميات. بعبارة أخرى يمكن القول إنها تكنولوجيا يتم قبولها بسرعة هائلة، وتجمع عدد كبير من المستخدمين بما أنها حصلت على الوثوق المبدئي ولكن لا زالت تحتاج لتحقيق تطور كبير قبل أن تصبح بكامل إمكانياتها التجارية.

### مرحلة التكنولوجيا الرئيسة
التكنولوجيا الرئيسة (بالإنجليزية: Key Technology)، وهي التكنولوجيا التي أثرت بشكل كبير على المستوى التقدمي للإنسان، وتعد من التكنولوجيا الآمنة والموثوقة وتعنى بالملكية الفكرية بما في ذلك براءات الاختراع والعلامات التجارية وحقوق التأليف والنشر والأسرار التجارية وغيرها الكثير.

### مرحلة التكنولوجيا الأساسيّة
التكنولوجيا الأساسيّة (بالإنجليزية: BaseTechnology) تعد الأساس الذي تستند عليه الشركات ولكنها لم تعد ضرورية للمنافسة، لأنها متاحة على نطاق واسع للمنافسين في جميع أنحاء الصناعة، ومن الأمثلة المستخدمة غالبًا شاشات عرض CRT، والهندسة الوراثية المطبقة على وقاية النبات. باستخدام هذه التقنية نجحت الشركات في صنع بذور هجينة مقاومة للبكتيريا، لذا يمكن للشركة التي أتقنت وقاية النبات من خلال التلاعب الجيني أن تكتسب ميزة تنافسية كبيرة على أساس كفاءاتها التكنولوجية.

## مراحل تطور تكنولوجيا المعلومات
يعود السبب الأساسي إلى الجامعات والمؤسسات في مراحل تطور تكنولوجيا المعلومات، بحيث ظهر مصطلح تكنولوجيا المعلومات في السبعينيات، إذ بدأ استعمال أجهزة الكمبيوتر في الشركات التجارية ولغير المتخصصين في جهاز الحاسوب أو الكمبيوتر إذ يعود أصل كلمة كمبيوتر إلى القرن السادس عشر.
ثم ظهر ما يسمى بجدول البيانات ومعالج الكلمات، مما أدى إلى ثورة في زيادة الإنتاج للموظفين، وبالتالي أنشأت الشركات أقسامًا تسمى بتكنولوجيا المعلومات، وخلقت المزيد من الوظائف، ثم توالت الأبحاث والاكتشافات لتظهر لغات البرجمة، والتطبيقات، والأنظمة، التي ساهمت بشكل كبير في تسهيل سير عمل الشركات.
تكنولوجيا التعليم تعد عمليةٌ معقدة نوعًا ما ولكنها متكاملة، أما مراحل تطور تكنولوجيا التعليم فهي كالآتي:
- الاستكشاف وتدور هذه المرحلة حول استكشاف الاتصالات وحل المشكلات واستخدام التكنولوجيا لتعريف الطلاب بدءًا من الأطفال بمجالات عديدة ومهمة مثل الكتابة والرسم.

- الاندماج والمشاركة تركز هذه المرحلة على استخدام الأجهزة والبرامج لإبقاء الطلاب في حالة من التشاركية والاطلاع وإضافة مزيد من العمق إلى تعلمهم.

- العصف الذهني بمجرد أن ينتقل الطلاب إلى مراحل دراسية أكبر ومواد دراسية ذات مستويات أعلى وأكثر تعقيدًا ينتقل التركيز إلى إلهامهم ليصبحوا مفكرين مستقلين قادرين على إيجاد واستنباط حلول جديدة ومميزة.

- التطبيق والاستمرارية وهي المرحلة الأخيرة وتدور حول أهمية إبقاء اهتمام الأشخاص من جميع الأعمار بالتعلم واستخدامهم التكنولوجيا كوسيلة لمتابعة شغفهم وتطوير خبراتهم من أجل استمرار النجاح على المستويين الشخصي والمهني.

أما عن مراحل تطور وسائل الاتصال فهي كالآتي:
- الوسائل البدائية والتواصل غير اللفظي

استُخدمت طرق التواصل بصورها البدائية في العصور القديمة من خلال نطاق محدود من الأصوات؛ كالزمجرة والصراخ وكذلك من خلال إشارات الأيدي والأرجل.
- التواصل والتواصل اللفظي

تطور الإنسان في مرحلة المحادثة وازداد التواصل بمقدار معقول بينهم حيث كانت الرسوم المنقوشة على الأحجار والجلود هي أدوات الاتصال والتعبير في هذه المرحلة.
- كتابة الرموز الصوتية والتواصل غير الشخصي

حيث اعتمد الإنسان على الكتابة التصويرية على الحجارة والمعابد.
- الطباعة
- الإعلام والاتصال الجماهيري
- الإنترنت والتواصل التفاعلي

## التكنولوجيا عبر العصور
لقد بدأ تاريخ التكنولزجيا منذ بدء الخليقة، فقد تم اكتشاف آثار مثل الحجارة التي كانت تستخدم كالسكاكين، وأحجار كبيرة كانت تستخدم كمطارق، وبعض الرسومات التي تظهر مظاهر التكنولوجيا في تلك العصور، ومن أهم خصائص التكنولوجيا على مر العصور الآتي:

### خصائص التكنولوجيا في العصور الوسطى
أوضحت المؤشرات على تطور التكنولوجيا في العصور الوسطى وتطبيقها وربطها بالزيادة السكانية في ذلك الوقت، وخاصة في مجال إنتاج الحبوب، حيث وسّع المزارعون نطاق العمل بشكل كبير عن طريق الحصول على الحد الأقصى من إنتاج الحبوب قبل ظهور الأسمدة الكيماوية الحديثة واستخدام الجرارات التي تعمل بمحرك، فقد تم استخدام الخيول كحيوانات جرـ واضطروا لتطوير حدوات الأحصنة لتلائم هذه المهمة.

### خصائص التكنولوجيا في العصر الحديث
في العصر الحديث تم استخدام تصميمات وابتكارات جديدة للتكنولوجيا لتحسين نوعية حياة الإنسان، فأصبحت الحياة تتنوع بمختلف الأدوات الحديثة التي يمكن القول أنه لا يمكن العيش دونها مثل أجهزة الكمبيوتر والهواتف الذكية والمركبات الحديثة، هذه الأدوات تكون غالية الثمن في البداية ولكن تصبح أرخص يومًا بعد يوم بسبب صناعة هذه العناصر بكميات كبيرة، وتطورها بسرعة هائلة.
كما أنه في عصر التكنولوجيا الحديثة تم استبدال الآلات محل الإنسان، لأنها لا تحتاج لوقت كبير للعمل بأقصى الإمكانات، وهو فرق كبير عن الوقت الذي يحتاجه العمال البشريين الجدد لضبط أنفسهم في بيئة العمل الجديدة،وقد ساهمت هذه التكنولوجيا في العديد من جوانب حياة الإنسان مثل صنع القرار، وبناء العلاقات، وكيفية التواصل.
مرت التكنولوجيا بالعديد من مراحل التطور؛ مثل: الناشئة وتعنى بالتكنولوجيا الجديدة التي يتم تطويرها أو يُتوقع تطبيقها خلال سنوات قليلة، السريعة والتي تهتم بالتكنولوجيا التي لاقت قبولًا بسرعة كبيرة، والرئيسة وهي التكنولوجيا الآمنة والموثوقة وتعنى بالملكية الفكرية وغيرها، والأساسية وهي التي تعتبر أساس تستند عليه كل الشركات.
ويعود السبب الأساسي لتطور تكنولوجيا المعلومات إلى الجامعات والمؤسسات، وقد تطورت خصائص التكنولوجيا عبر العصور لخدمة المجتمع الإنساني بجميع تفاصيله من العصور الوسطى ووصولًا إلى العصر الحديث، كما أنها مرتبطة بمجالات تصميم وتطوير البرامج وتدخل في عمل مهندسي شبكات الحاسوب ومحللي أنظمة الكمبيوتر وأمن المعلومات وغيرها.